# 赤松村 (鳥取県)
赤松村（あかまつそん）は、鳥取県八東郡・八頭郡にあった村、自治体である。

## 概要
現在の若桜町大字赤松・来見野・諸鹿（もろが）・屋堂羅（やどら）・浅井に相当する。千代川水系八東川支流の来見野川流域に位置した。
藩政時代には鳥取藩領の八東郡若桜郷（わかさのごう）に属する赤松村・来見野村・諸鹿村・屋堂羅村・浅井村があった。

## 沿革
- 1881年（明治14年）9月12日 - 鳥取県再置。
- 1883年（明治16年）3月 - 若桜宿（後の若桜村大字若桜宿）に設置された連合戸長役場の管轄区域となる[1][3]。
- 1889年（明治22年）10月1日 - 町村制の施行により、 赤松村・来見野村・諸鹿村・屋堂羅村・浅井村が合併して村制施行し、八東郡赤松村が発足。旧村名を継承した5大字を編成。若桜村との組合役場を同村大字若桜宿に設置[4]。
- 1896年（明治29年）4月1日 - 郡制の施行により、八上郡・八東郡・智頭郡の区域をもって八頭郡が発足し、八頭郡赤松村となる。
- 1909年（明治42年）4月1日 - 若桜村、菅野村と合併して若桜町（初代）が発足。同日赤松村廃止[5]。

## 行政
- 歴代若桜村赤松村組合村長については若桜村を参照。